# جامع البطرني
مقام ومسجد الشيخ أبو بكر البطرني الأندلسي من شيوخ اليمن في القرن السابع  في حي الكاملية في مدينة اللاذقية في سوريا وهو بناء (مملوكيٌّ) من القرن الرابع عشر أو الخامس عشر الميلادي تقديراً.
أمام المسجد توجد حديقة ضخمة يقام فيها سنويا مجموعة من المعارض كمعرض الزهود ومعارض للكتب وقد تتحول أحيانا لحديقة حيوانات و تعد من المقاصد الشائعة لأهل مدينة اللاذقية.